# Psilogramma papuensis
Psilogramma papuensis là một loài bướm đêm thuộc họ Sphingidae. Loài này có ở Papua New Guinea và đông bắc Úc.

## Phân loài
- Psilogramma papuensis papuensis (Papua New Guinea và đông bắc Australia)
- Psilogramma papuensis aruensis Eitschberger, 2004 (quần đảo Aru)